# بطولة العالم لسباق الدراجات على الطريق 2008
بطولة العالم لسباق الدراجات على الطريق 2008 هي الدورة ال81 من بطولة العالم لسباق الدراجات على الطريق، أجريت في فاريزي، إيطاليا.

## النتائج النهائية
| المسابقة              | ذهبية                             | فضية                         | برونزية                           |
| --------------------- | --------------------------------- | ---------------------------- | --------------------------------- |
| الرجال                |                                   |                              |                                   |
| سباق الطريق ضد الساعة | أليساندرو بلان (إيطاليا)          | داميانو كيونقو (إيطاليا)     | ماتي بريشيل (الدنمارك)            |
| سباق الطريق المداري   | Bert Grabsch (ألمانيا)            | سفين توفت (كندا)             | ديفيد زابريسكي (الولايات المتحدة) |
| السيدات               |                                   |                              |                                   |
| سباق الطريق ضد الساعة | أمبر نبين (الولايات المتحدة)      | كريستيان سويدر (النمسا)      | جوديث أرندت (ألمانيا)             |
| سباق الطريق المداري   | نيكول كوك (المملكة المتحدة)       | ماريان فوس (هولندا)          | جوديث أرندت (ألمانيا)             |
| رجال أقل من 23 سنة    |                                   |                              |                                   |
| سباق الطريق المداري   | فابيو دوارتي (كولومبيا)           | سيمون بونزي (إيطاليا)        | جون ديجينكولب (ألمانيا)           |
| سباق الطريق ضد الساعة | أدريانو مالوري (إيطاليا)          | باتريك جريتش (ألمانيا)       | كاميرون ماير (أستراليا)           |
| شبان                  |                                   |                              |                                   |
| سباق الطريق المداري   | يوهان لوبون (فرنسا)               | ماتيا كاتانيو (إيطاليا)      | سيباستيان لاندر (الدنمارك)        |
| سباق الطريق ضد الساعة | ميكال كوياتكووسكي (دراج) (بولندا) | Jakob Steigmiller ‏ (ألمانيا) | تايلور فيني (الولايات المتحدة)    |
| شابات                 |                                   |                              |                                   |
| سباق الطريق المداري   | جولين ديهور (بلجيكا)              | Rossella Callovi ‏ (إيطاليا)  | حنا امند (ألمانيا)                |
| سباق الطريق ضد الساعة | Maria Grandt Petersen (الدنمارك)  | فاليريا كونونينكو (أوكرانيا) | Laura Dittmann (ألمانيا)          |